# Pistolet avec les doigts

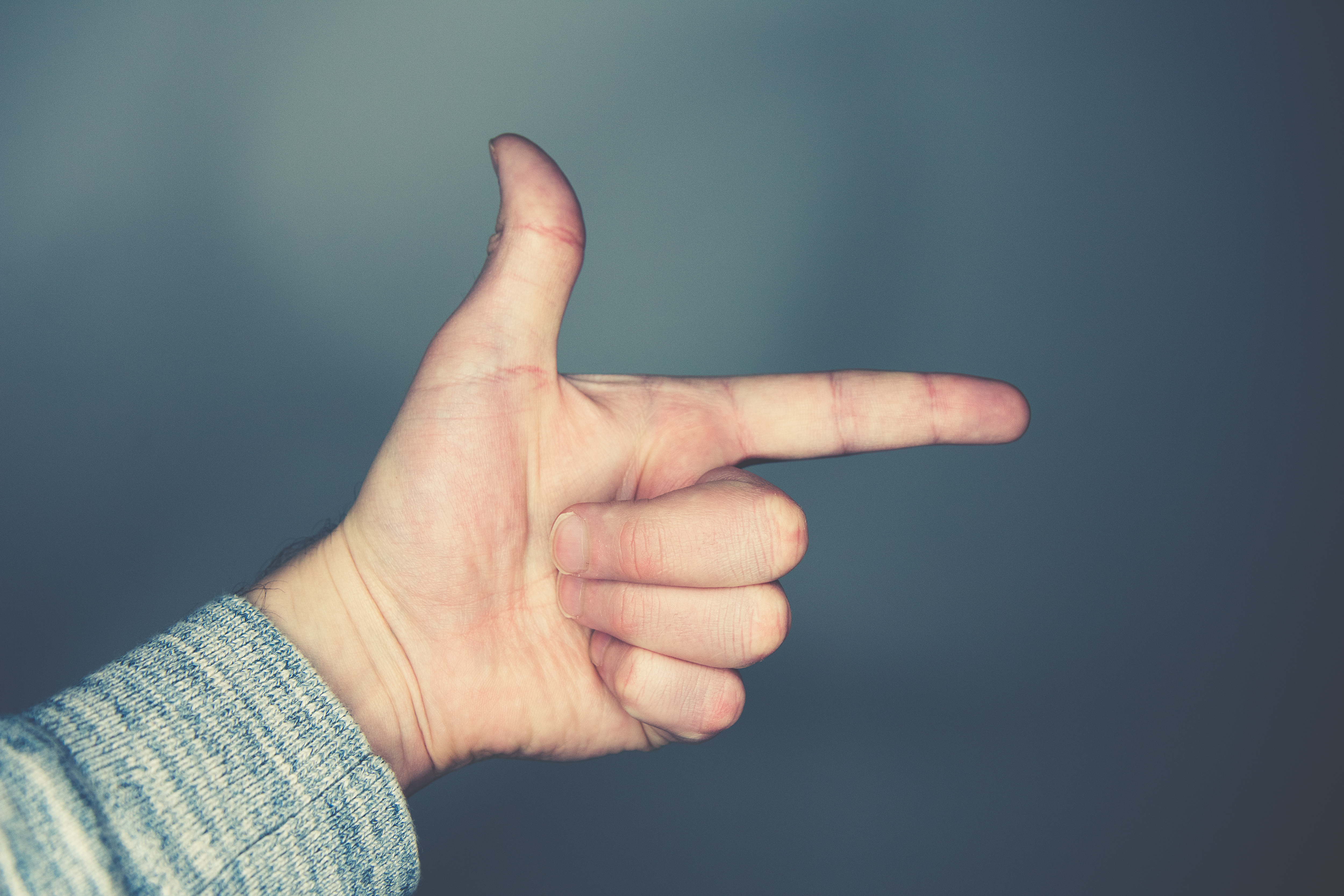
Le geste du pistolet avec les doigts

Le pistolet avec les doigts ou des pistodoigts est un geste de la main dans lequel une personne mime une arme de poing, en levant son pouce pour représenter le chien de l'arme, et un ou deux doigts étendus faisant le canon. Le majeur peut agir comme le doigt de déclenchement ou une partie du canon lui-même. Un claquement de doigts peut être réalisé lors de la formation du pistolet afin d'évoquer le coup de feu.

## Variantes
Le geste est aussi parfois utilisé en plaçant le « pistolet » sur le côté de sa propre tête, dans la bouche ou sous le menton, comme si la personne se suicidait. Le geste signifie alors l'ennui, ou l'exaspération.
Il peut être utilisé comme un geste insultant, dirigé vers la personne ainsi désignée. Les enfants utilisent le geste pour jouer à la guerre, aux cow-boys ou dans des jeux de mains comme le « 007 ». Il peut fonctionner comme ombre chinoise.

## Politique

### États-Unis
En 2019, la Cour supérieure de Pennsylvanie a juge lors d'un procès que l'utilisation d'un « gun-like hand gesture », un geste de la main semblable à une arme à feu, imitant le tir et le recul d'une arme à feu comme intimidation, est un crime de conduite désordonnée.

### Brésil

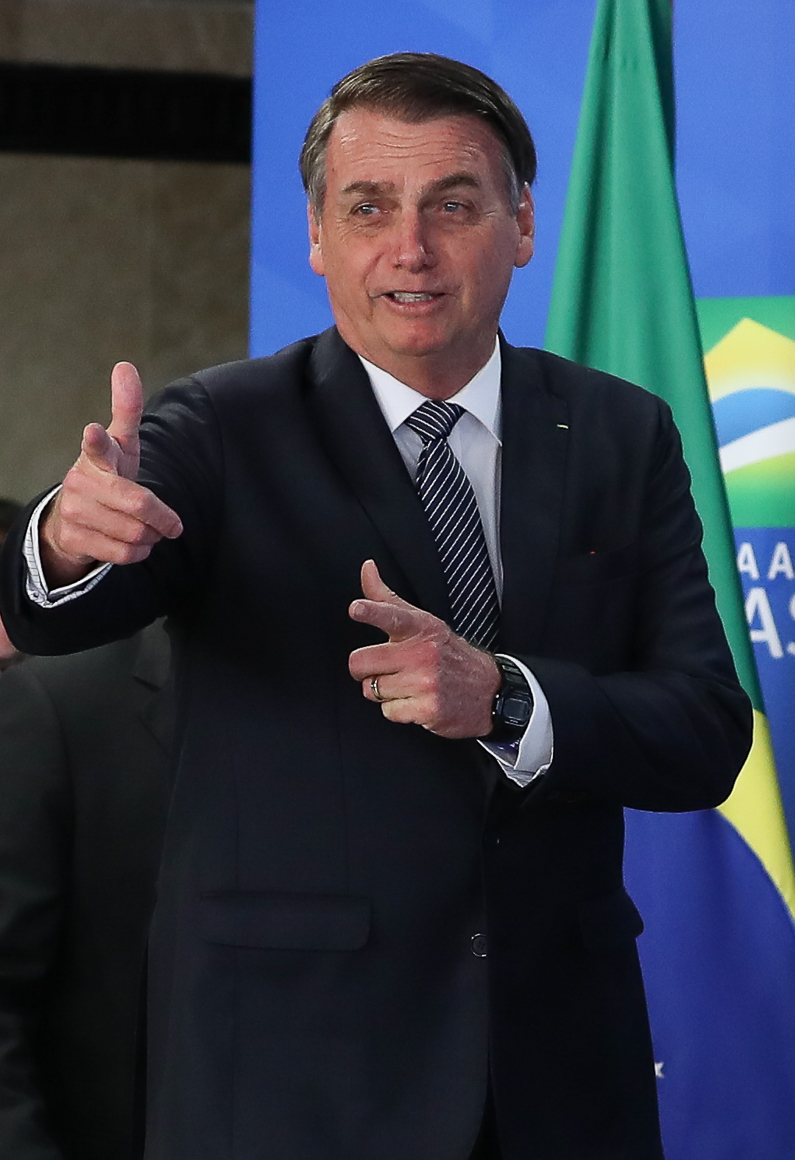
Jair Bolsonaro faisant le geste du pistolet avec les doigts

Le président brésilien Jair Bolsonaro a fait du geste une de ses signatures, en allusion à ses idées de déréguler les lois sur le contrôle des armes à feu,. Ce geste est devenu un symbole du bolsonarisme, utilisé par les partisans de l'idéologie. Le 27 septembre 2019, le député Eduardo Bolsonaro pose pour une photo devant la sculpture de Non-violence au siège des Nations unies à New York en faisant le geste du doigt.